# Wijken en buurten in Nieuwkoop
De Nederlandse gemeente Nieuwkoop is voor statistische doeleinden onderverdeeld in wijken en buurten. De gemeente is verdeeld in de volgende statistische wijken:
- Wijk 00 (CBS-wijkcode:056900)
- Wijk 01 Nieuwveen (CBS-wijkcode:056901)
- Wijk 02 Zevenhoven (CBS-wijkcode:056902)
- Wijk 03 Ter Aar (CBS-wijkcode:056903)

Een statistische wijk kan bestaan uit meerdere buurten. Onderstaande tabel geeft de buurtindeling met kentallen volgens het Centraal Bureau voor de Statistiek (2008):
| CBS-buurtcode | Buurtnaam                                    | Inwonertal | Opp. totaal (ha) | Opp. land (ha) | Ligging                |
| ------------- | -------------------------------------------- | ---------- | ---------------- | -------------- | ---------------------- |
| BU05690000    | Nieuwkoop                                    | 1390       | 212              | 121            | Locatie in de gemeente |
| BU05690001    | Noorden (gedeeltelijk)                       | 660        | 123              | 63             | Locatie in de gemeente |
| BU05690002    | Nieuwveenseweg                               | 140        | 87               | 86             | Locatie in de gemeente |
| BU05690003    | Uitbreiding dorpskern Nieuwkoop              | 6940       | 124              | 122            | Locatie in de gemeente |
| BU05690004    | Achttienhoven                                | 130        | 372              | 333            | Locatie in de gemeente |
| BU05690005    | Uitbreiding dorpskern Noorden                | 910        | 15               | 15             | Locatie in de gemeente |
| BU05690006    | Woerdense Verlaat                            | 680        | 382              | 333            | Locatie in de gemeente |
| BU05690008    | Verspreide huizen in het Noorden             | 60         | 819              | 805            | Locatie in de gemeente |
| BU05690009    | Verspreide huizen en Nieuwkoop Plassengebied | 120        | 1716             | 1111           | Locatie in de gemeente |
| BU05690100    | Nieuwveen                                    | 1240       | 114              | 110            | Locatie in de gemeente |
| BU05690101    | Schoterveld                                  | 1740       | 33               | 32             | Locatie in de gemeente |
| BU05690104    | Vrouwenakker                                 | 310        | 475              | 467            | Locatie in de gemeente |
| BU05690108    | Verspreide huizen in het Oosten en Zuiden    | 200        | 433              | 431            | Locatie in de gemeente |
| BU05690109    | Verspreide huizen in het Noorden             | 350        | 383              | 370            | Locatie in de gemeente |
| BU05690200    | Zevenhoven                                   | 2090       | 174              | 173            | Locatie in de gemeente |
| BU05690201    | Noordse Dorp                                 | 60         | 19               | 19             | Locatie in de gemeente |
| BU05690202    | Recreatiegebied                              | 350        | 32               | 21             | Locatie in de gemeente |
| BU05690203    | Noordse Buurt                                | 190        | 84               | 84             | Locatie in de gemeente |
| BU05690208    | Verspreide huizen in het Westen              | 0          | 184              | 184            | Locatie in de gemeente |
| BU05690209    | Verspreide huizen in het Oosten              | 360        | 1167             | 1128           | Locatie in de gemeente |
| BU05690300    | Ter Aar (buitengebied)                       | 550        | 654              | 635            | Locatie in de gemeente |
| BU05690301    | Langeraar                                    | 580        | 281              | 222            | Locatie in de gemeente |
| BU05690302    | Papenveer                                    | 1190       | 457              | 316            | Locatie in de gemeente |
| BU05690303    | Korteraar                                    | 650        | 178              | 172            | Locatie in de gemeente |
| BU05690305    | Ter Aar-Centrum (voorheen Aardam)            | 4020       | 76               | 74             | Locatie in de gemeente |
| BU05690306    | Langeraar-Nieuwbouw                          | 1780       | 32               | 32             | Locatie in de gemeente |
| BU05690309    | Verspreide huizen Ter Aar                    | 80         | 493              | 486            | Locatie in de gemeente |